# Pinturas rupestres de Valonsadero
Las pinturas rupestres de Valonsadero y su entorno (Soria) fueron declaradas Bien de Interés Cultural en 1994 y son de las más importantes de España.

## Localización

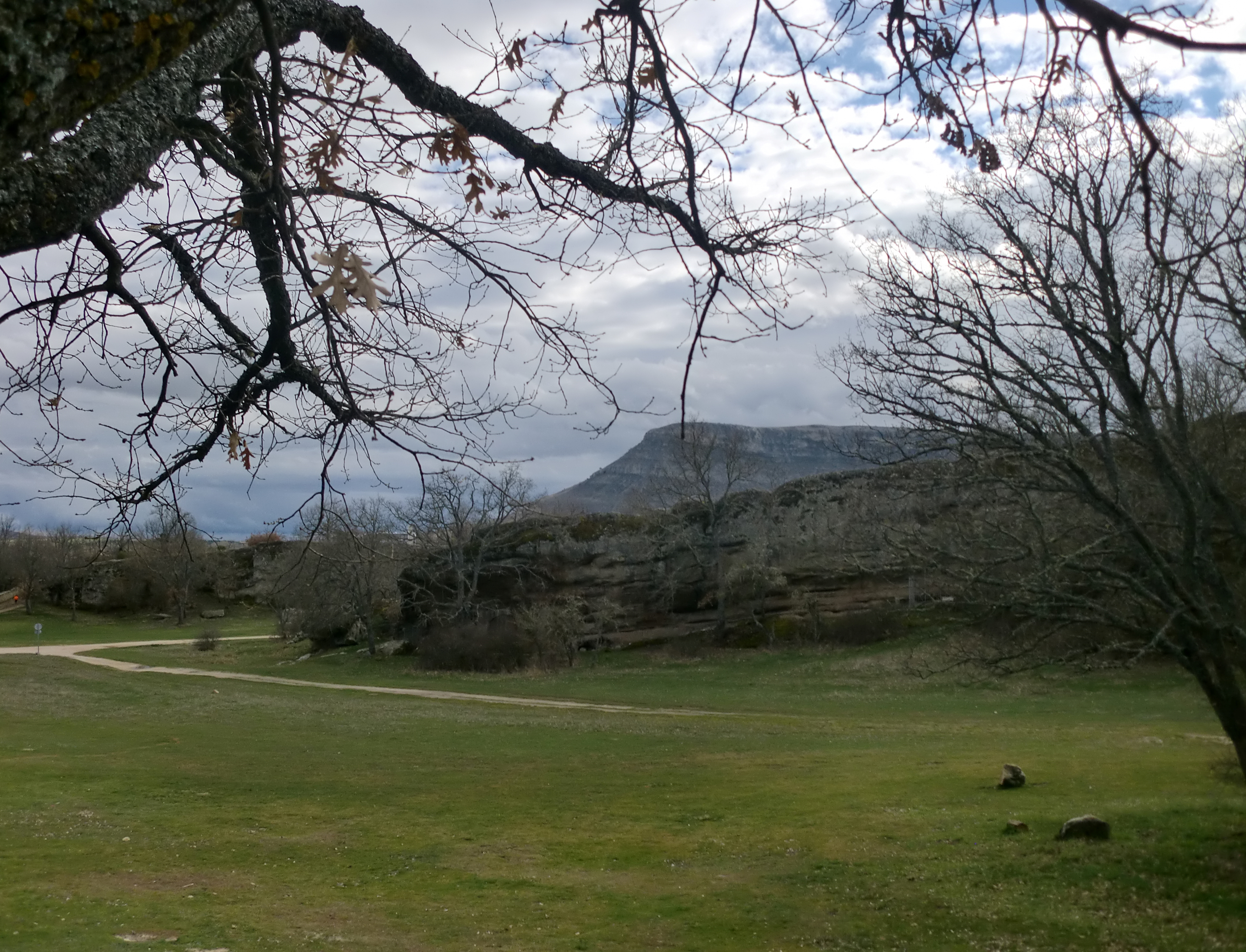
Paraje de Valonsadero (Soria) en el que se ubican las 36 estaciones de pinturas rupestres

Estas pinturas se ubican, principalmente, en la ciudad de Soria, en el paraje del monte Valonsadero y se incluirían dentro de la pintura rupestre esquemática.
Con su dehesa boyal y espacio natural tan cercano a Soria, es uno de los núcleos de arte prehistórico, también, más notable del Viejo Continente. Están reconocidas desde 1994 como Bien de Interés Cultural, con categoría de Zona Arqueológica. Entre otros reconocimientos, el Comité Director de Cultura del Consejo de Europa les ha concedido el distintivo de Itinerario Cultural Europeo bajo la denominación de Caminos de Arte Rupestre Prehistórico que agrupa al conjunto de lugares visitables con manifestaciones rupestres prehistóricas de España, Irlanda, Francia, Italia, Portugal, Suecia y Noruega. La riqueza arqueológica encontrada en la provincia de Soria se ha visto, recientemente, incrementada con la denominada placa de Villalba, declarada BIC (2014), depositada en el Museo Numantino de la ciudad, y que también se incorporaría a esa ruta europea del arte prehistórico.
Dentro de este Itinerario Cultural Europeo bajo la denominación de Caminos de Arte Rupestre Prehistórico se incluyen las pinturas de Valonsadero como "territorio rupestre europeo".
En Castilla y León, de un total de 50 conjuntos de pinturas rupestres, 18 conjuntos de pinturas estarían enclavados en la provincia de Soria que serían los siguientes: 11. Cueva Maja próxima a Muriel de la Fuente, aunque administrativamente pertenece al término municipal de Cabrejas del Pinar (Soria) 12. La Peña de los Plantíos (Fuentetoba, Soria) 13. Prado de Santa María (Pedrajas, Soria) 14. Cueva Grande y Cueva Larga (Oteruelos, Soria) 15. Langosto (Langosto, Soria) 16. Canos (Sierra del Almuerzo, Soria) 17. Conjunto de Monte Valonsadero (Soria) 18. Cueva Conejos (Ucero, Soria) 19. Cueva Mayor y Cueva Menor de San Bartolomé (Ucero, Soria) 20. Cueva de Covarrubias (Ciria, Soria) 21. Yacimiento de Barranco Hondo (Villalba, Soria) 22. Cueva de la Santa Cruz (Conquezuela, Soria) 23. Manzanares-Tiermes (Soria) 24. Sotillos/Barranco de la Mata (Sotillos de Caracena- Cuevas de Ayllón, Soria) 25. Conjunto de Retortillo (Retortillo de Soria,Soria) 26. Valvenedizo/Prados del Arenal (Valvenedizo, Soria) 27. Castro/Las Cuevas (Castro, Soria) 28. Abrigo del Este y Abrigo del Oeste (Cuevas de Ayllón, Ligos, Soria).[cita requerida]
Teniendo en cuenta ese encuadre europeo y en la Comunidad Autónoma de Castilla y León, con relación a las pinturas rupestres de Valonsadero el Ayuntamiento de Soria ofrece, a nivel turístico y cultural, la ruta de las pinturas rupestres, a lo largo de los 36 abrigos en los que se distribuyen estas pinturas, llegando a tener en la actualidad, catalogadas y clasificadas más de 530 figuras para entender cómo vivían nuestros antepasados en estas tierras.[cita requerida]

## Descubrimiento
Estas pinturas fueron descubiertas por el niño Bruno Orden Tierno, – luego Maestro Nacional bajo el control del Inspector de Enseñanza Primaria Teógenes Ortego Frías – que es quien las hace públicas a través de una nota del Director del Museo Numantino, Ricardo Apraíz, en el periódico Campo Soriano de fecha 11 de agosto de 1951 y posteriormente publica diversas investigaciones sobre el contenido de las pinturas descubiertas,hasta esa fecha, a las que se fueron sumando otros abrigos descubiertos con posterioridad.
Aunque han sido varios los arqueólogos que han escrito sobre estas pinturas, el principal investigador y difusor de las mismas está siendo, Juan A. Gómez-Barrera, catedrático de Geografía e Historia, arqueólogo y doctor en Prehistoria por la UNED, y autor de varias de más de 100 publicaciones sobre el arte rupestre soriano, tras 37 años de investigaciones, incluidos diversos folletos informativos del Ayuntamiento de Soria, afirmando el 27/03/2017, "Estas pinturas están basadas en la vida cotidiana y los usos y costumbres de estas gentes que poblaron el monte de Valonsadero", así como la interpretación personal que se puede hacer de cada pintura, en los casos, en los que no está determinado el significado de la pintura.[cita requerida]

"Valonsadero es, con sus treinta y cinco abrigos con pinturas rupestres esquemáticas hasta ahora conocidos, uno de los “museos al aire libre” más singular e importante de la Meseta. Podríamos decir, de existir esa clasificación, que lo es de la Península y aún de Europa, pues nuestro monte, esta dehesa boyal y parque natural tan cercano a Soria, es uno de los núcleos de arte prehistórico más notable del viejo continente. Es, en todas y cada una de sus estaciones, Bien de Interés Cultural, protegido por las leyes patrimoniales reconocidas en todo el mundo, por lo que, como ciudadanos del mismo, debemos disfrutar y salvaguardar. Las manifestaciones artísticas de Valonsadero, y las que en su entorno aparecen, se ajustan, en sus características generales, al conjunto de la pintura rupestre esquemática, asociada a las primeras sociedades agro-ganaderas y metalúrgicas del Calcolítico- Edad del Bronce y su prolongación en los inicios de la Edad del Hierro (3000-1000 a.C.)".
Juan A. Gómez-Barrera. Ayuntamiento de Soria

## Las pinturas

### Técnica
Las pinturas se realizaban con pigmentos de color rojizo, extraídos de las rocas del entorno de Valonsadero, ricas en pigmento ferruginoso. Las diferentes tonalidades de rojo se lograban con las diferentes vetas que puntualmente se utilizaban. Como en el resto de pinturas rupestres utilizaban las manos, pelos, plumas de animales, dependiendo del grosor de las líneas. Son dibujos esquemáticos en los que se destaca el trazo básico y principal de cada imagen, eliminando el resto, por eso, en ocasiones, parecen dibujos infantiles y abstractos.[cita requerida]

### Temática
A partir del Neolítico el ser humano empezó a criar animales, cultivar plantas y se hizo sedentario, aunque mantenía, todavía, la caza, la pesca y la recolección de frutos, como forma de subsistencia. Este cambio de vida lo trasladó, también, a las manifestaciones artísticas, a las pinturas rupestres con una tendencia a la esquematización y la frecuente presencia de seres "antropomorfos" tanto masculinos como femeninos.[cita requerida]El monte, parece ser, era lugar de asentamiento de diferentes grupos, unidos en clanes dispersos y que realizaban sus propios ritos y ceremonias.[cita requerida]
Las escenas de las pinturas están compuestas por una amplia variedad de motivos reducidos a meros esquemas, en soportes superficies de abrigos o covachos al aire libre, visibles a gran distancia o cerca de un río. Se trata de grandes e irregulares bloques de arenisca donde sus amplias viseras o sus breves oquedades se ofrecen como recintos adecuados para la plasmación de sus motivos.[cita requerida]
Destacan escenas de caza, recolección, alguna escena agrícola rudimentaria, y, especialmente, ganadería y pastoreo, así como algunas escenas rituales. Las figuras tienen diferentes tamaños, aunque el tamaño medio oscila entre los 15 y 20 cm.; se ha querido ver en los tamaños más grandes de las figuras una mayor importancia dentro del clan. Los artistas rupestres han aprovechado, también, los accidentes naturales de las rocas para integrarlo en las escenas o en la propia figura, para dar sensación de relieve o volumen; o incluso separar el día de la noche, aprovechando una grieta de la roca que sirve de separación temporal.[cita requerida]
Las figuras humanas y las labores ganaderas (y/o animales) son más frecuentes. La figura masculina destaca siempre el ángulo de 90 º que conforman los hombros y el falo marcado entre las piernas, bien para distinguir de la figura femenina, o también para marcar algún tipo de jerarquización social y religiosa en función del tamaño de la figura; unido a posibles ritos sobre la fertilidad o incluso, en ocasiones el paso de la niñez a la edad adulta.[cita requerida]
La figura esquemática femenina destaca la zona del pecho, en lo que pudiera ser una invocación mágica a la fecundidad o también a la importancia que tiene dentro del clan familiar.[cita requerida]
La esquematización animal utiliza una línea horizontal apoyada en la representación de las patas, con ángulos similares agudos cuyo vértice parte de esta línea horizontal y los extremos soportan el animal en el suelo; también se representan cuernos u otros atributos del animal, muchas veces aparece en manada, o en la misma escena ritual en la que figuran las figuras antropocéntricas.[cita requerida]
Sobre los artistas que realizaron esas pinturas poco se sabe. Se deduce un desplazamiento estacional en busca de los frescos pastos de la zona para el ganado en las épocas más cálidas de otras zonas.[cita requerida]

### Interpretaciones
Sobre la interpretación de las figuras en las pinturas rupestres existen diversas hipótesis, y es considerada una forma de representar conceptos previo a la escritura.

Y aquí surge inevitablemente la pregunta de por qué la pintura esquemática utiliza siempre los mismos motivos repitiéndolos con toda constancia. Creemos sobre ello, que se debió a una adaptación de motivos que vienen del Oriente y cuya tipología y nueva forma se impone, mezclándose aquí con una tradición arraigada, y transformándose en representaciones de sentido totalmente distinto y dispar. A la vista de todas las circunstancias analizadas, nos inclinamos a ver en la pintura rupestre esquemática un sentido predominantemente narrativo, expresivo, como ya lo tuvo anteriormente la zona levantina española, con la única diferencia entre ambas de que la esquemática abarca claramente la preocupación por la religión y vida de ultratumba, incluyendo así un aspecto nuevo y más complejo que la del Levante. La Pintura Esquemática pues, refleja la vida entera, material y espiritual de un pueblo ya bien estructurado. Henri Breuil había subrayado este último aspecto al afirmar que las representaciones rupestres esquemáticas "testimonian un conjunto de preocupaciones diversas en una sociedad ya avanzada y bastante complicada...".
Acosta, Pilar. Significado de la Pintura Rupestre Esquemática. EvSal Revistas. Vol. 16 (1965)

Abundando en esa teoría, el propio Eduardo Ripoll Perelló considera este tipo de pinturas más modernas y con cierta tendencia a representar ideas a través de la imagen esquematizada.

En la periferia o superpuestos a los frescos naturalistas o seminaturalistas de ciertos lugares de la España oriental, se encuentran figuras de claro carácter esquennático o abstracto, evidentemente más modernas. Constituyen la manifestación de otra facies artística, ya de la plena Edad de los Metales, que se extiende, de forma abundante, por la casi totalidad de la Península Ibérica, en abrigos abiertos y, a veces, casi a la intemperie. Los núcleos más densos se hallan en las provincias de Almería y Cádiz, en toda Sierra Morena, en Extremadura y algunas zonas de La Meseta, como Soria y Salamanca. Centenares de rocas pintadas contienen representaciones zoomorfas y antropomorfas convencionales que, en ocasiones, por su grado de abstracción, parecen signos de una escritura arcaica (algunos autores les reservan el nombre de «pictografías»).
Perelló Ripoll, Eduardo. Acerca de algunos problemas del arte rupestre postpaleolítico en la Península Ibérica. Espacio, tiempo y forma. Serie I, Prehistoria y arqueología, ISSN 1131-7698, Nº 3, 1990, págs. 71-104
Idioma: español

La interrelación con las escenas y el tipo de pintura en el ámbito peninsular, y en especial en Castilla y León, es una de las hipótesis que se plantean.[cita requerida]

Aunque se documentan yacimientos monotemáticos, lo habitual es la presencia de una amplia gama de motivos, existiendo signos convencionales comunes a territorios alejados. Siguiendo la tipología de P. Acosta se puede afirmar que los puntos y barras aparecen en todos los conjuntos, en sincronía con motivos que sugieren representaciones astrales (soliformes/esteliformes), elementos de difícil interpretación que, en algunos casos, se han relacionado con el agua (pectiniformes, arcos, círculos concéntricos, zig-zags) y vegetales (ramiformes, signos arborescentes en general). Escasean, en cambio, ejemplos incuestionables de escenas, generalmente muy simples (parejas, composiciones cinegéticas), raramente relacionadas con aspectos de una economía de producción (Monte Valonsadero, Peña Pinera...). También se confirman afinidades y divergencias regionales, subestilos locales que atañen a particularidades del dibujo, versatilidad de la morfología humana, preferencias temáticas y normativa en la composición Por ejemplo, el conjunto soriano de La Peña de los Plantíos (Juan A. Gómez-Barrera (1985) se aproxima más al abrigo segoviano del Águila (LUCAS, 1971)  que a otros conjuntos situados al Oriente de Soria, particularizados por la prodigalidad de la temática animal y su integración en auténticas escenas, comparables en este caso con el conjunto leonés de Sésamo (GUTIÉRREZ y ABELLÓ, 1986), notoriamente distinto al arte de Batuecas en Salamanca
Soledad CORCHÓN... (et al.). El arte rupestre prehistórico en la región castellano-leonesa (España), pág 15

## Las estaciones
Hay señalizado un itinerario de fácil acceso con 11 estaciones, con los correspondientes hitos direccionales, para poder seguir sin problemas el recorrido que puede iniciarse en el panel de señalización general (P) ubicado en el aparcamiento superior de Cañada Honda. El Ayuntamiento de Soria editó un folleto didáctico, redactado, diseñado e ilustrado por Juan A. Gómez-Barrera sobre las pinturas rupestres para realizar el seguimiento de estas 11 estaciones: 

El análisis de la pintura esquemática de Valonsadero ha proporcionado un catálogo de más de 530 figuras y, de acuerdo con las tipologías al uso, su clasificación en 17 tipos según se trate de antropomorfos, parejas, cuadrúpedos, aves, peces, serpentiformes, ídolos, armas, puntos, barras, zigzags, signos varios (tectiformes, petroglifoides, ramiformes, esteliformes) y otros motivos de difícil agrupamiento
Juan A. Gómez-Barrera. Ayuntamiento de Soria

Los curiosos nombres de las 11 estaciones, con los correspondientes hitos direccionales, hacen referencia al paraje en el que se encuentran, accidentes del terreno o a sus propias características. Estos son: Las Covatillas (1), el Covachón del Puntal (2), la Lastra (3), el Mirador (4), Peña Somera (5), Peñón de la Visera (6), Covacha del Morro (7), Peñón del Majuelo (8) y los Peñascales I, II y III (9,10 y 11).[cita requerida]
Aunque la figura humana está representada en todos los abrigos, existen escenas con matices diferentes que detallamos a continuación, según se ubiquen en sus respectivos "abrigos".[cita requerida]
La interpretación de las pinturas también tiene que tener su componente personal, ante la falta de certezas absolutas y las incógnitas que se contienen en las diversas escenas. Teniendo en cuenta esta cuestión podemos encontrar los siguientes elementos en las 11 estaciones citadas y la nueva estación el “Abrigo de las Manos” descubierta el 29 de septiembre de 2020.

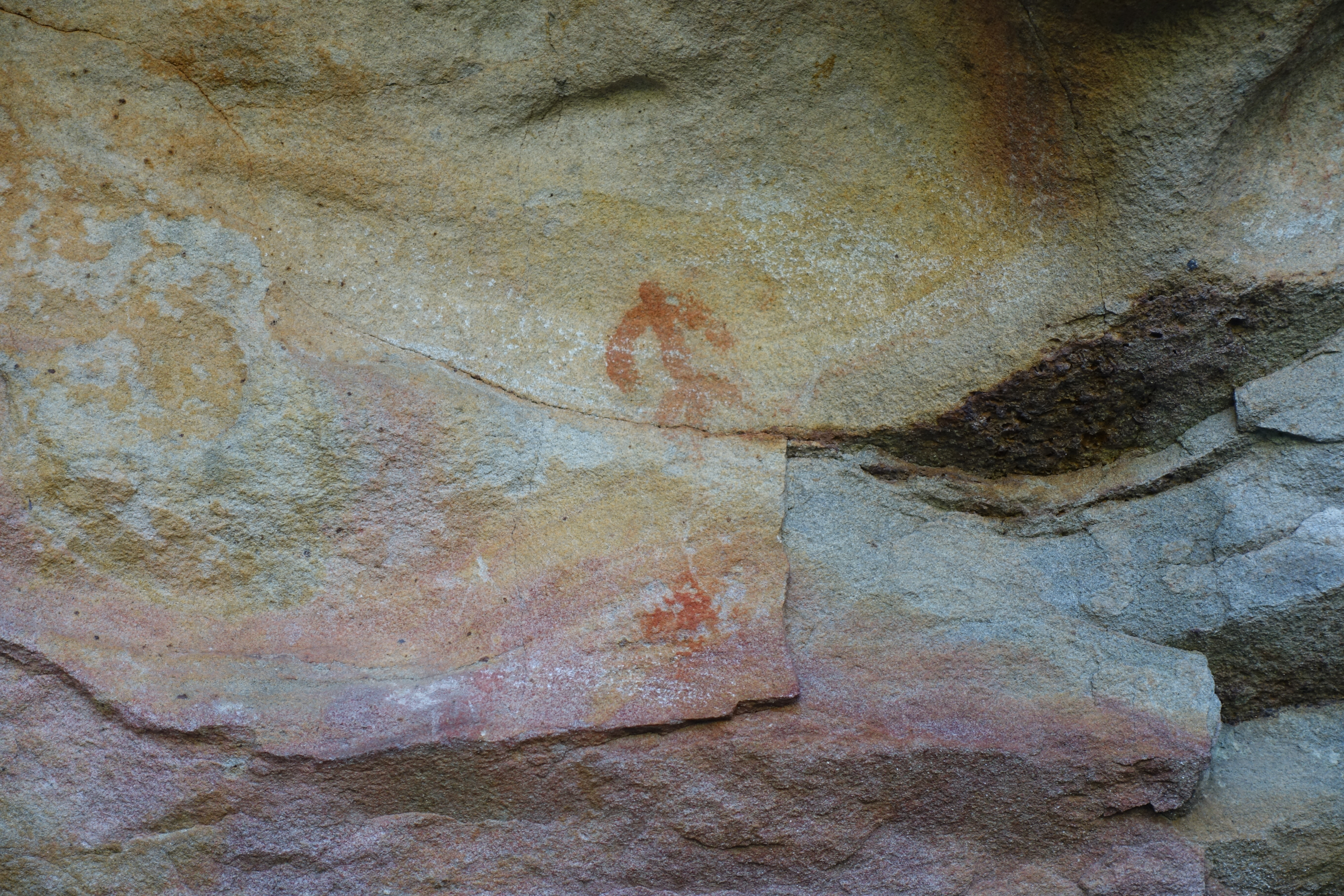
Las Covatillas

### 1 Las Covatillas
Las pinturas se debieron erosionar, en la actualidad se ve con nitidez el trazo esquemático de una figura humana, con las líneas gruesas y muy marcadas, sostiene su mano izquierda un objeto alargado y ondulado.

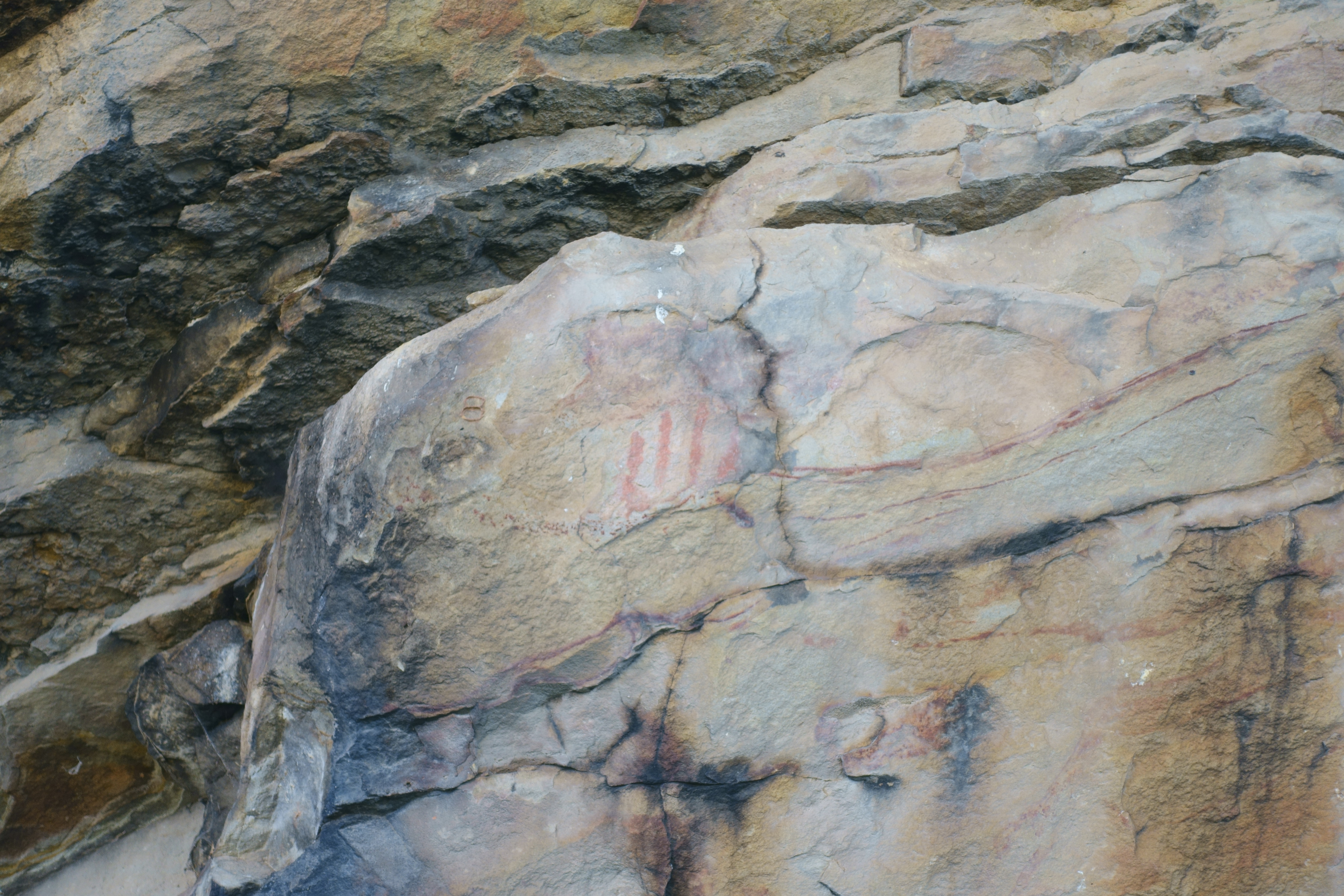
Covachón del Puntal

### 2 Covachón del Puntal
Hay varios motivos, entre los más destacados: cuadrúpedos, figuras humanas, tres representaciones solares, toro y un trisquel (tres piernas, tres veces). En este abrigo el propio Ortego Frías T. reproduce una de las pinturas que titula "escena de lidia con toro de fuego preparado para la algaraza festiva" que lo vincula a la actuales fiestas de San Juan, al ser, además, Valonsadero uno de los lugares tradicionales de estas fiestas

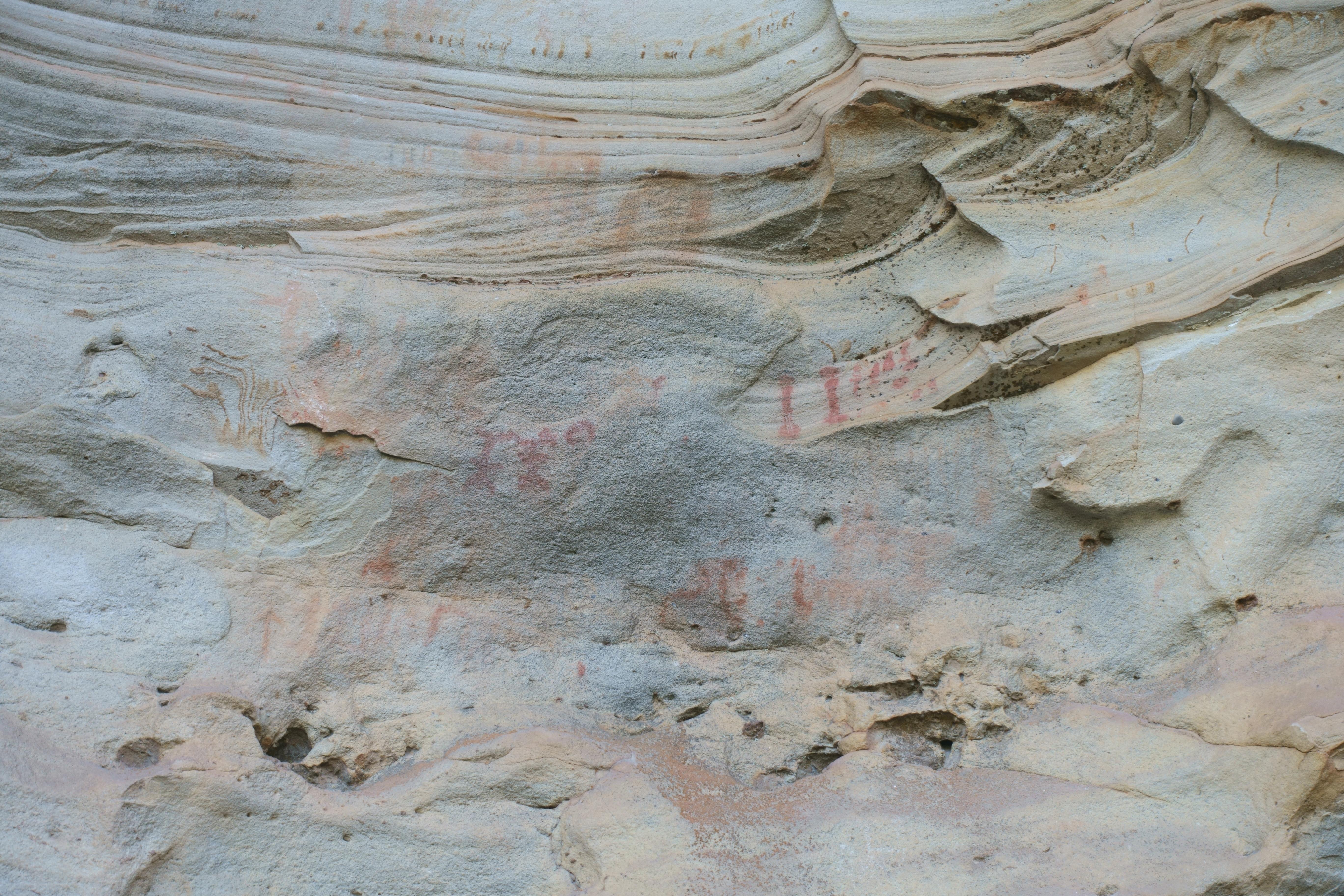
La Lastra

"Henos aquí ante un supuesto y remoto precedente de las sonadas fiestas con la participación primordial del "toro de fuego" que todavía se celebra, más o menos evolucionadas, en contados pueblos españoles (...) En nuestros días, las fiestas populares sorianas reviven la remota tradición, brava herencia cuyo promotor es el toro, conservando los ritos ancestrales, evidentemente generalizados ya entre los pueblos celtibéricos. Se celebran tan espectaculares fiestas paganas durante el solsticio de verano, partiendo de ese mismo paraje de Valonsadero, campo y raíz milenaria de aquellos acontecimientos taurinos". Asociación Amigos Arqueología Española (1987), nº 23,  (págs 36-37)
Ortego Frías, T.

Sin embargo este planteamiento, en la actualidad, tiene otra interpretación en base al análisis objetivo de la representación pictórica

"Nos encontramos ante un juego, un juego sacral o atlético, una simple escena de lucha entre un hombre y un animal, por lo demás toténico, propia de las sociedades agroganaderas como las que en su día debieron visitar Valonsadero. En cualquier caso, un apunte más: ni hay muletilla alada, ni manojo de ramas, lo que hay en la roca es un resalte natural sin pintura". Pág 121
Juan A. Gómez-Barrera. "Pinturas rupestres de Valonsadero y su entorno (2001)"

### 3 La Lastra
Predominan las figuras humanas, barras, puntos y trazos geométricos, así como varios animales cuadrúpedos en el lateral. En la parte central, como curiosidad, se encuentran dos figuras de varones con cuello largo y en la cabeza lo que podrían ser dos gorros con alas amplias.

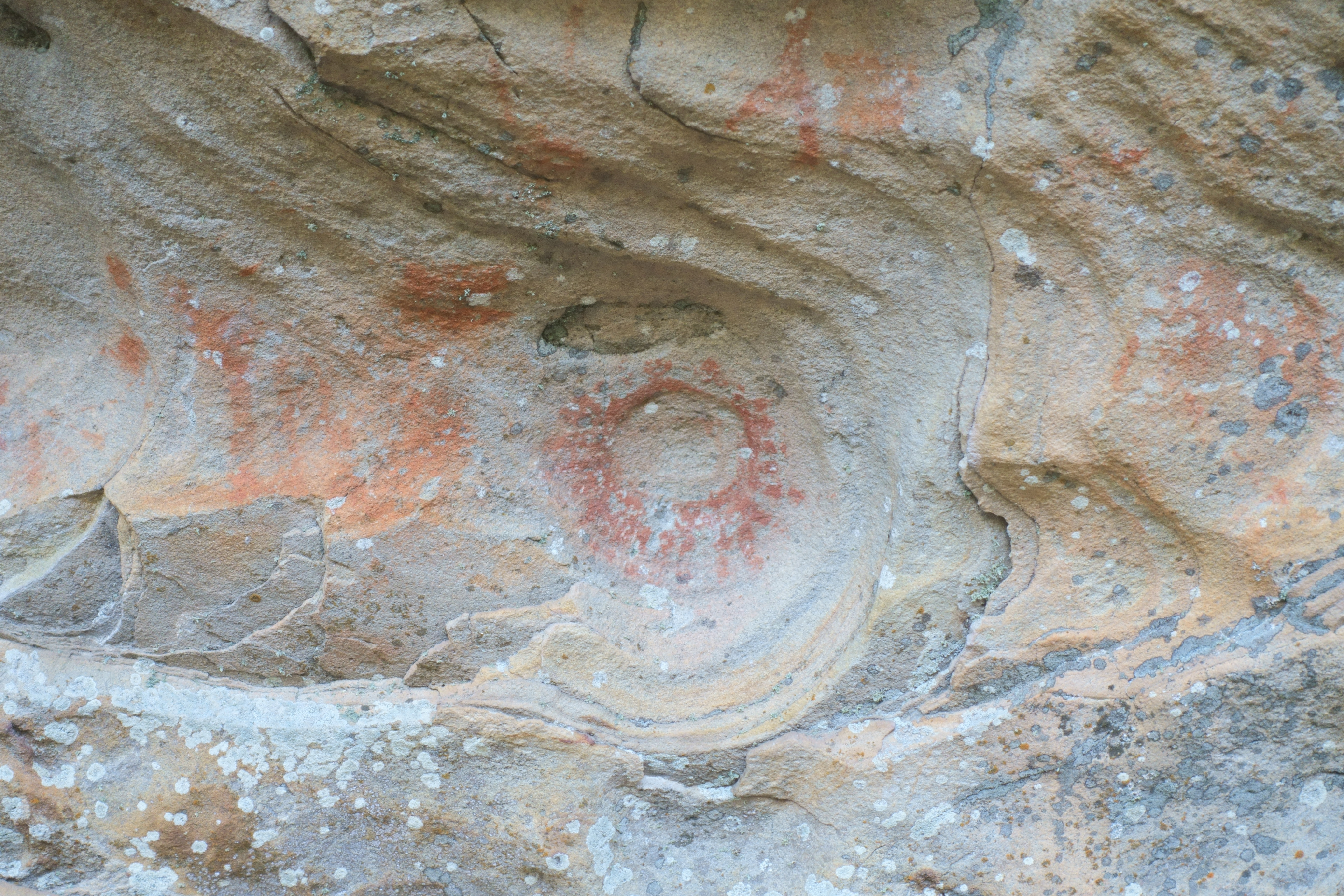
El Mirador, con la representación del sol, que aprovecha la oquedad de la roca para lograr volumen

### 4 El Mirador
Se puede ver toda la representación de sus vidas cotidianas con escenas de caza y escenas agrícolas; motivos-tipo en aves, líneas geométricas en zigzags y en espiral, escenas agrícolas en las que hay también cabañas o chozas, la presencia de soles vinculados a la figura humana, útiles y aparejos agrícolas, asociaciones de figuras humanas y astros solares, posibles útiles como un vaso cerámico que podría tener una forma similar a la campaniforme, una hoz, y todo ello con un sol imponente que para dar profundidad y volumen aprovecha la oquedad de la roca

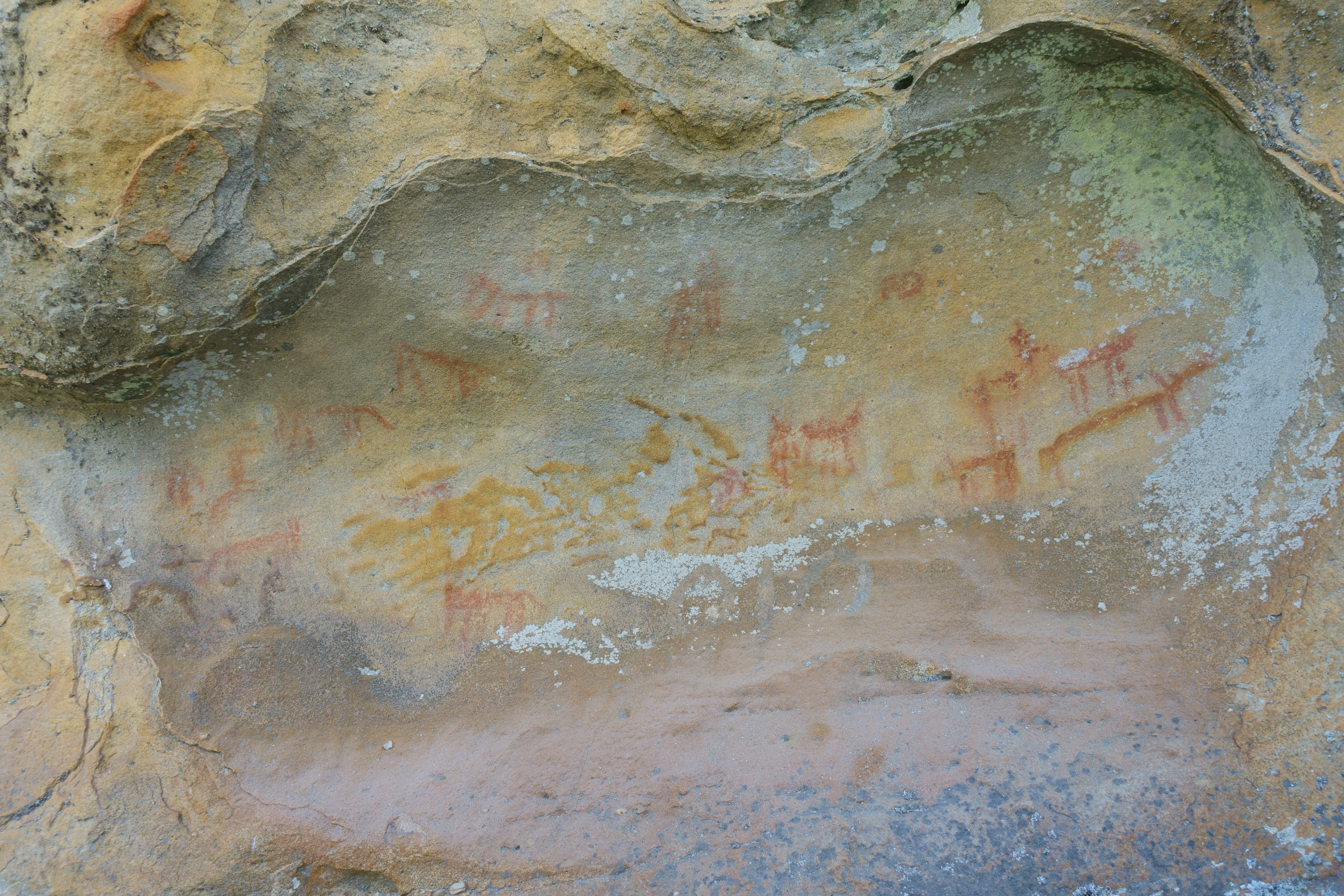
Peña Somera

### 5 Peña Somera
Su breve emergencia rocosa domina una protegida pradera donde pastaría, tranquilo, un pequeño rebaño de doce cuadrúpedos, presidido por el sol, en lo alto, y vigilado por su pastor, escorado a la izquierda.

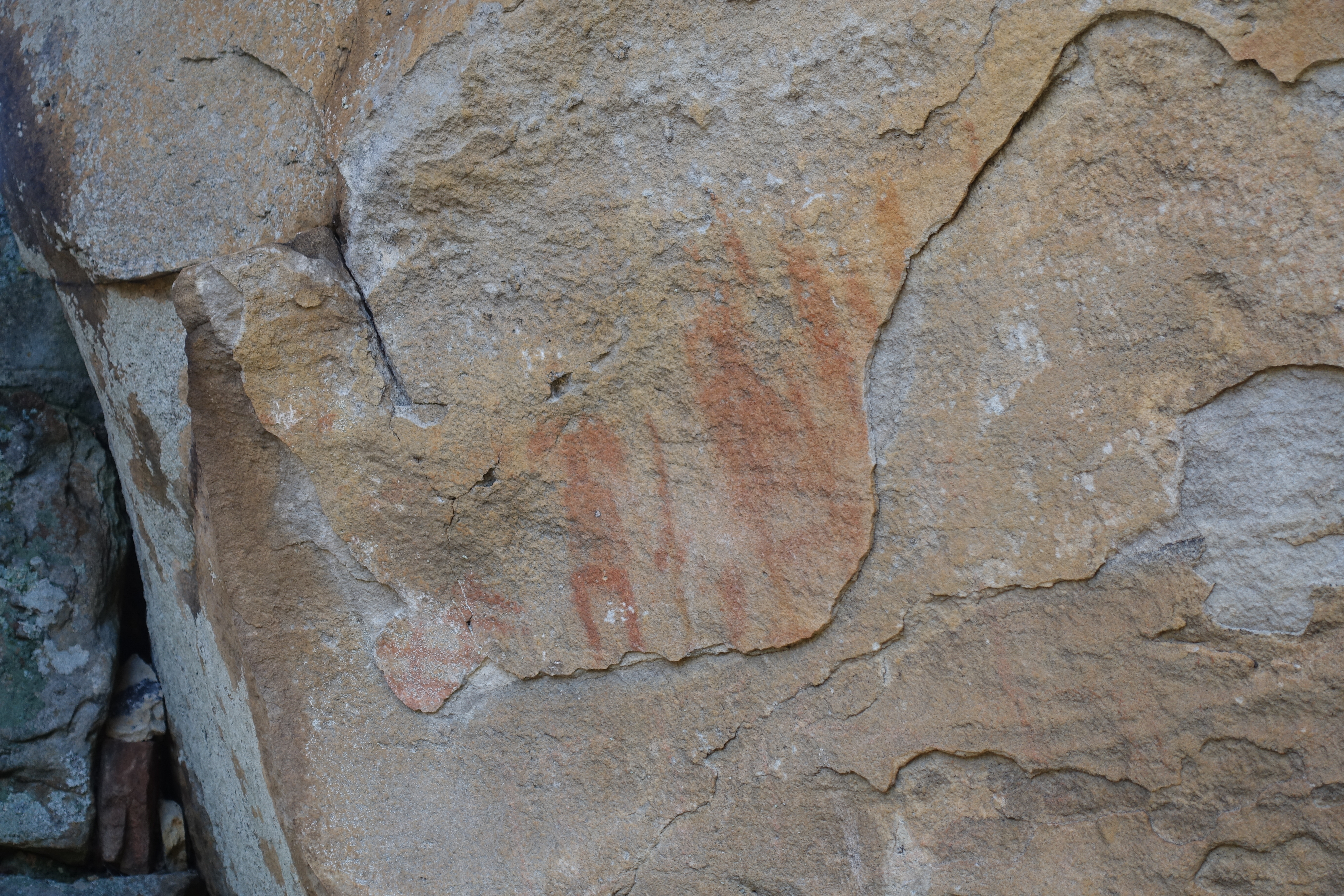
Peñón de la Visera

### 6 Peñón de la Visera
Destaca figura femenina de gran tamaño que lleva en la mano izquierda un alargado que pudiera ser un instrumento agrícola tipo azada o palo de cavar, lo que sugiere la implicación femenina en las labores agrícolas y quizás, por su tamaño, la importancia que podía tener en la tribu.

### 7 Covacha del Morro
Multitud de figuras humanas combinadas con motivos abstractos cuyo simbolismo abre la puerta a diversas interpretaciones, destacan misteriosos círculos con un punto en el centro, del contorno del círculo arrancan líneas onduladas tipo petroglifoide en círculos, zigzags descendentes, también alguna ascendente que evocan una escena ritual, en la que los astros, vitales para el ciclo agrícola y ganadero y sus pastos; aunque también podrían ser máscaras en esa ceremonia grupal de tipo totémica o una escena ritual de ofrendas, pidiendo algo positivo, se supone, para la tribu.

### 8 Peñón del Majuelo
Han aprovechado la grieta vertical de la roca para dividir, según parece, la escena del día de la noche, escenificando del ciclo diario agro-ganadero. En la escena, a la derecha, está el sol, por lo tanto es de día y los animales están sueltos, como pastando; mientras en la escena que está la luna (a la izquierda) los animales están ya agrupados, como recogidos.

### 9, 10 y 11 Los Peñascales (I, II,III)
Tres abrigos naturales que contienen tres estaciones pictóricas diferenciadas que tienen en común la fuerte presencia, esquematizada, de la figura humana, tanto masculina como femenina. Podemos resaltar lo que parece un ritual solemne de la situación núbil de la mujer, ejecutando una ceremonia ritual femenina en el momento que puede ya formar pareja y procrear.

### 12 Abrigo de las Manos
"El abrigo de las manos refleja un cuadrúpedo, una figura humana, probablemente una mujer y la novedad absoluta es la representación de tres manos en positivo, que son tres manos derechas"

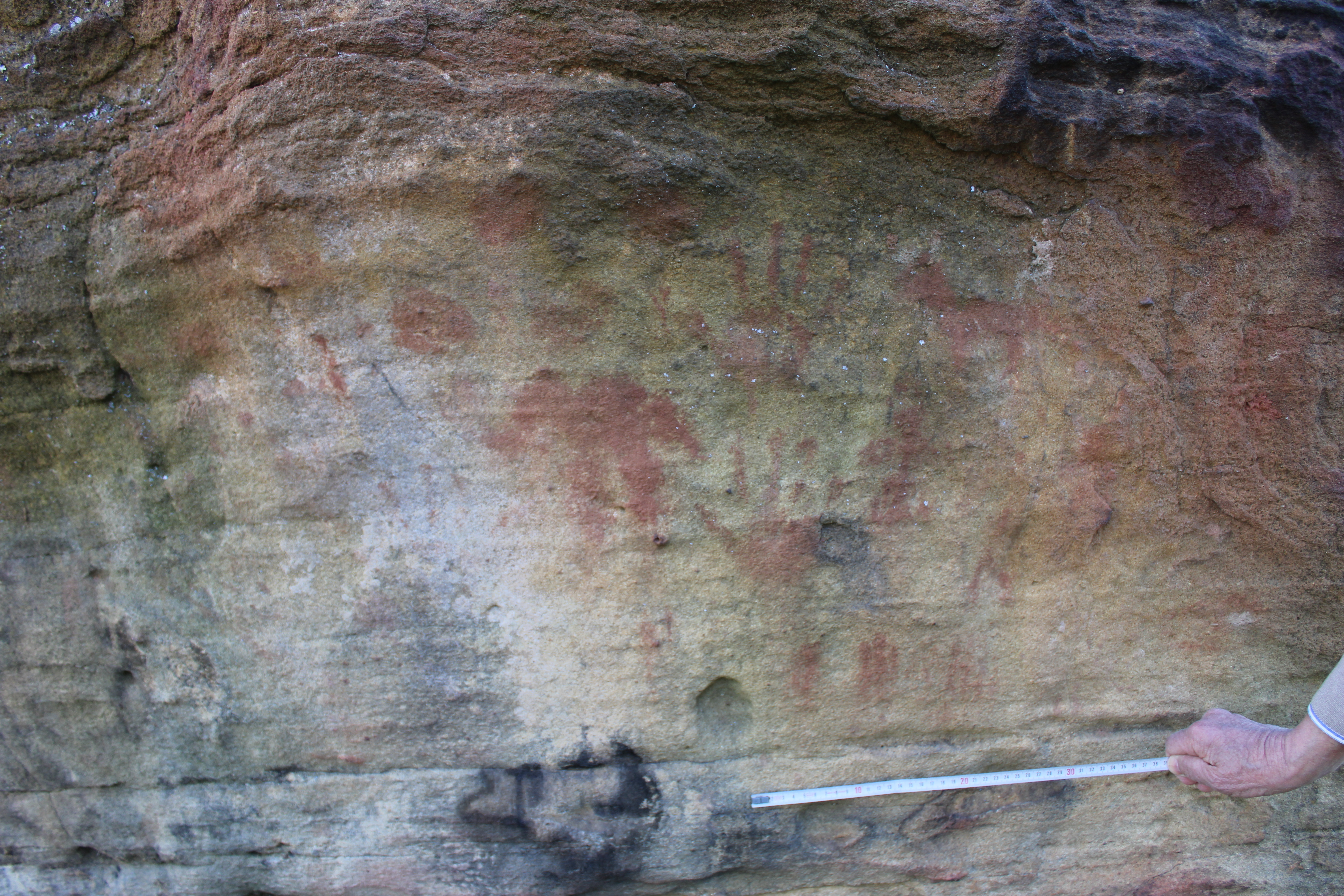
Pintura rupestre en Abrigo de las Manos (monte Valonsadero)

Fueron descubiertas de forma casual por Esther Moreno Gómez, agente medioambiental del Ayuntamiento de Soria, el 29 de septiembre de 2020. Las nuevas pinturas rupestres fueron acreditadas, tras su estudio, por Juan A. Gómez-Barrera (Heraldo Diario de Soria, 5 de febrero de 2021).